# Pseudanthias venator
Pseudanthias venator és una espècie de peix de la família dels serrànids i de l'ordre dels perciformes.

## Morfologia
- Els mascles poden assolir 8,2 cm de longitud total.[3][4]

## Hàbitat
És un peix marí de clima subtropical.

## Distribució geogràfica
Es troba al Japó.